# Chimaera opalescens
Chimaera opalescens är en broskfisk som finns i Nordatlanten. Enligt Catalogue of Life har den inga underarter.

## Utseende
Precis som hos andra medlemmar i familjen har arten en mycket lång stjärt som smalnar av till en tråd, samt en avrundad nos, något som ger den ett "musliknande" utseende. Ögonen är svarta. Kroppen är jämnfärgad, från ljusbrun till brun och med en metallisk glans. De opariga fenorna är bruna till purpurfärgade, ibland med ljusa till vitaktiga kanter. Ögonen är svarta. Arten har 2 ryggfenor; den första med en lång, skarp taggstråle, den andra med mjukstrålar och framtill lika lång eller längre än taggstrålen. Som mest kan honan bli 110 cm lång, hanen 97 cm.

## Ekologi
Chimaera opalescens är en djuphavsfisk som lever på djup mellan 900 och 1 400 m.

## Utbredning
Utbredningsområdet omfattar nordöstra Atlanten längs sluttningen mellan västra Brittiska öarna och Frankrike.

## Taxonomi
Arten troddes tidigare vara en variant av Chimaera monstrosa, men DNAanalys har visat att den är en egen art.